# St. Michael und Johannes der Täufer (Eltmann)

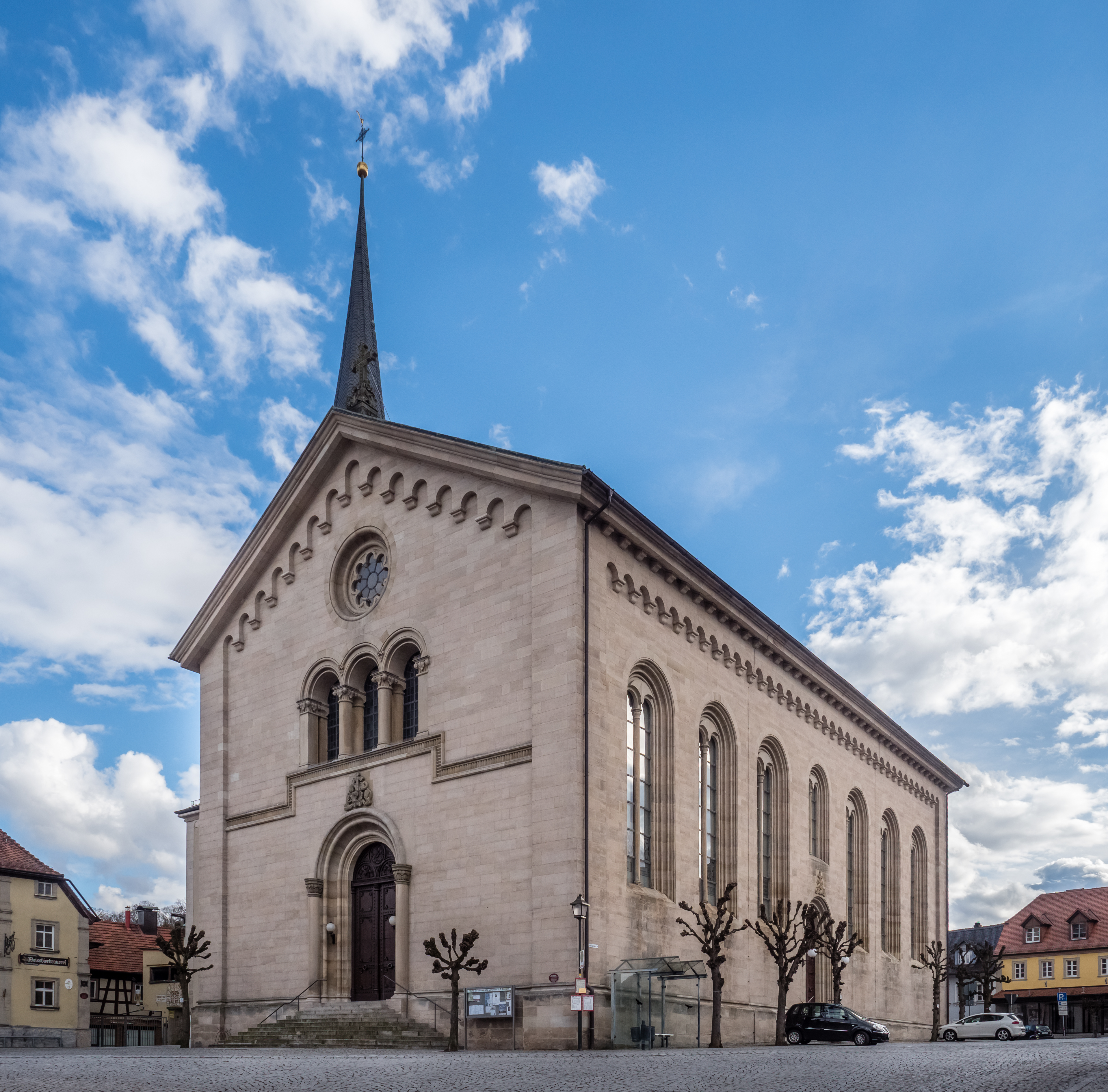
St. Michael und Johannes der Täufer (Eltmann)

Die römisch-katholische Pfarrkirche St. Michael und Johannes der Täufer steht in Eltmann, einer Stadt im unterfränkischen Landkreis Haßberge in Bayern. Das denkmalgeschützte Bauwerk hat ein neuromanisches Kirchenschiff und einen im Kern spätgotischen Kirchturm. Die Pfarrei gehört zur Pfarreiengemeinschaft Main-Steigerwald im Dekanat Haßberge des Bistums Würzburg.

## Beschreibung
Die neuromanische Saalkirche aus Quadermauerwerk mit einem Langhaus und einem eingezogenen, dreiseitig abgeschlossenen Chor an dessen Südseite wurde 1835–37 nach einem von Leo von Klenze genehmigten Entwurf gebaut. Vom Vorgängerbau vom Ende des 13. Jahrhunderts wurden die unteren Geschosse des verputzten Chorturms, der an der Ostseite des Langhauses der heutigen Kirche steht, und die Sakristei auf polygonalem Grundriss übernommen. Im obersten Geschoss des heutigen Kirchturms befindet sich hinter den als Biforien gestalteten Klangarkaden der Glockenstuhl, in dem fünf Kirchenglocken hängen. Unterhalb der Dachtraufe von Langhaus und Chor befindet sich ein Bogenfries. Der Innenraum des Langhauses ist mit einer Kassettendecke überspannt, der Chor des Vorgängerbaus, d. h. das Erdgeschoss des Chorturms, das heute als Kapelle dient, mit einem Sterngewölbe. Im alten Chor befindet sich ein spätgotisches Sakramentshaus. Die 1895 von Franz Hochrein gebaute Orgel steht auf der Empore an der Nordseite des Langhauses.